# Ornebius peniculatus
Ornebius peniculatus är en insektsart som beskrevs av Sigfrid Ingrisch 2006. Ornebius peniculatus ingår i släktet Ornebius och familjen Mogoplistidae. Inga underarter finns listade i Catalogue of Life.